# جوزيف جورج بار
جوزيف جورج بار (بالإنجليزية: Joseph W. Barr)‏ (و. 1918 – 1996 م)هو سياسي من الولايات المتحدة الأمريكية . ولد في فينسينس . تولى منصب وزير الخزانة الأمريكي .
وهو عضو في الحزب الديمقراطي الأمريكي .
توفي في بلايا ديل كارمن .

## التعليم
تعلم في جامعة هارفارد.